# Jan Kušta
Jan Kušta (22. května 1845 Rohovka – 1. dubna 1900 Praha) byl český geolog a paleontolog. Zaměřil se na studium karbonu a permu na Rakovnicku, Kladensku, v okolí Radnic u Rokycan, Rosic u Brna i jinde. Pro Národní muzeum shromáždil množství rostlinných i živočišných zkamenělin. Objevil pozůstatky diluviálního člověka u Lubné. Byl po něm pojmenován rod amerických fosilních pavoukovců Kustarachne.

## Život
Narodil se 22. května 1845 v obci Rohovka u Horní Cerekve. V letech 1858–1866 studoval na gymnáziu v Jindřichově Hradci a pak do roku 1869 na pražské filosofické fakultě. V roce 1871 získal místo na nižší reálce a měšťanské škole v Lounech, odkud roku 1876 přešel na obecní reálku v Rakovníku. Zde působil osmnáct let. Od září 1894 do konce života vyučoval na české reálce v Ječné ulici v Praze.
Vedle učitelských povinností se věnoval geologickému a paleontologickému výzkumu. Na základě předchozích prací Jana Krejčího, Antonína Friče, Karla a Otakara Feistmantelových podal několik příspěvků k rozčlenění prvohorních útvarů karbonu a permu v okolí Rakovníka, Slaného, Kladna, Radnic a moravských Rosic. Roku 1878 určil geologický obzor uhelný u Kněževsi, zkoumal rozšíření nýřanského obzoru aj. Přitom shromáždil množství rostlinných i živočišných zkamenělin (např. pavoukovce u Rakovníka a Petrovic) a předal je Českému (dnes Národnímu) muzeu. Roku 1884 objevil u Týřovic nejstarší české zkameněliny a o několik let později u Lubné pozůstatky člověka z období pleistocénu (diluvia).
Vědecká práce mu zajistila světový věhlas; například americký paleontolog Samuel Hubbard Scudder po něm pojmenoval rod amerických pavoukovců Kustarachne (dnes není uznávaný, ve skutečnosti se jednalo o sekáče). Entomolog rakovnického původu Antonín Nonfried po něm pojmenoval dva druhy cetonií.
Na základě zveřejněných vědeckých prací (viz níže) se pokoušel získat místo na pražské technice, nebyl však přijat a tento neúspěch, ač si na něj veřejně nestěžoval, ho pak dlouho velmi mrzel. Stal se však mimořádným členem Královské české společnosti nauk a korespondentem c. k. říšského geologického ústavu.
Zemřel 1. dubna 1900 v Praze. Pohřben byl na Olšanech za účasti rakovnického starosty Čermáka, ředitele tamější reálky Wurma, prorektora techniky Slavíka a dalších osobností.

## Dílo
Kušta byl autorem více než sedmdesáti vědeckých prací. První z nich byl článek Úvod do zemězpytu se zřetelem k okolí Lounskému, vydaný v časopise Posel z Budče roku 1872. Množství pojednání uveřejnil ve Zprávách c. k. říš. geolog. ústavu a Věstníku kr. čes. společnosti nauk. Knižně vyšly např.
- Note über die Auffindung des Nýřaner Horizontes bei Lubná (1882)
- Nová geologická pozorování v Radnickém okolí (1887)
- Příspěvek k seznání zvířeny kamenouhelné u Rakovníka (1887)
- O Blattině z lubkového uhlí z Třemošné u Plzně (1888)
- Geologické poznámky o karbonu Kladenském (1889)
- Bludné valouny a stopy mesozoické flory v českém permu (1891)
- Památky práce lidské v útvaru diluvialním v Čechách (1891)